# Cytomegalowirusowe zapalenie siatkówki
Cytomegalowirusowe zapalenie siatkówki (ang. cytomegalovirus retinitis) – zapalenie siatkówki spowodowane ludzkim cytomegalowirusem, występujące głównie u pacjentów z niedoborem odporności oraz małych dzieci.

## Etiologia
Cytomegalowirusowe zapalenie siatkówki występuje w przebiegu uogólnionej cytomegalii.
Dotyczy głównie pacjentów z AIDS, pacjentów z nabytymi niedoborami odporności na innym tle (przeszczepienie szpiku kostnego, przeszczepianie narządów, chemioterapia nowotworów, cukrzyca). W pojedynczych przypadkach obserwowano je po podaniu doszklistkowym kortykosteroidu, a także u osób z prawidłowym stanem układu odpornościowego.
Może również wystąpić w przebiegu zespołu rekonstrukcji immunologicznej (IRIS) po wprowadzeniu leczenia przywracającego naturalną odporność, jako wyraz ujawnienia się objawów u pacjenta u którego były one maskowane lub łagodzone przez niedobór odporności.

## Epidemiologia
Wrodzone zakażenie występuje z częstością 5–7/1000 żywych urodzeń. Około 10% zakażonych noworodków ma postać objawową, a pozostałych 90% ma postać bezobjawową zakażenia. Natomiast objawy okulistyczne mogą dotyczyć od 5 do 30% dzieci z objawowym zakażeniem.

## Obraz kliniczny
Klinicznie cytomegalowirusowe zapalenie siatkówki objawia się postępującym pogorszeniem wzroku, bez objawów bólowych. Pierwszym objawem mogą być mroczki w polu widzenia. Choroba początkowo może dotyczyć jednego lub też dwóch oczu z większym nasileniem w jednym.
Opisano dwie morfologiczne postacie – postać piorunująca lub krwotoczna oraz postać ziarnista. W postaci krwotocznej występuje bardziej rozległy obrzęk siatkówki i martwica z towarzyszącymi krwotokami, podczas gdy w postaci ziarnistej siatkówka ma „ziarnisty” wygląd. Wariant piorunujący lub krwotoczny porównywano do „ciasta pizzy” (widoczne są rozległe obszary zapalenia siatkówki z żółtawymi wysiękami i towarzyszącymi krwotokami, które układają się wzdłuż łuków naczyniowych wokół plamki oraz zapalne pochewki wokół naczyń siatkówki). Jedyną różnicą kliniczną zaobserwowaną między tymi dwoma wariantami jest lokalizacja zmian – postać krwotoczna występuje częściej w biegunie tylnym, podczas gdy postać ziarnista występuje częściej na obwodzie. Końcowym efektem nieleczonego zapalenia siatkówki CMV jest martwica siatkówki na całej grubości, pozostawiająca cienką, zanikową i glejową bliznę. Powikłaniem procesu zapalnego mogą być odwarstwienia siatkówki, których powodem są liczne rozdarcia siatkówki na granicy normalnej siatkówki i zanikowej blizny.

## Diagnostyka różnicowa
- zapalenie siatkówki na tle wirusa opryszczki pospolitej,
- zapalenie siatkówki na tle wirusa ospy wietrznej i półpaśca,
- retinopatia cukrzycowa,
- zamknięcie gałęzi żyły środkowej siatkówki,
- włókna rdzenne,
- ogniska kłębków waty[8].

## Leczenie
Leczenie zapalenia siatkówki wywołanego przez CMV w okresie przed wprowadzeniem wysoce aktywnej terapii antyretrowirusowej (HAART) obejmowało: dożylny gancyklowir, dożylny foskarnet, dożylny cydofowir, doustny walgancyklowir, wewnątrzgałkowy implant gancyklowiru o przedłużonym uwalnianiu i fomiwirsen.
Obecnie leczenie u pacjentów (zwłaszcza tych ze zmianami zagrażającymi dołkowi środkowemu siatkówki lub nerwowi wzrokowemu) składa z podawanego doszklistkowo gancyklowiru lub foskarnetu w połączeniu z terapią ogólnoustrojową (np. walgancyklowirem). Leczenie jest prowadzone zgodnie z wytycznymi FDA do momentu uzyskania klinicznego braku aktywności choroby oraz gdy liczba limfocytów T CD4(+) utrzymuje się powyżej 0,1 G/l przez co najmniej trzy do sześciu miesięcy.
U dzieci z wrodzoną cytomegalią ze zmianami zapalnymi na dnie oczu rekomendacje międzynarodowe sugerują wyłączne leczenie doustne walgancyklowirem przez okres do 6 miesięcy.

## Rokowanie
Następstwem wrodzonego zakażenia mogą być zapalenie błony naczyniowej, blizny w plamce żółtej, siatkówce obwodowej oraz zanik nerwu wzrokowego, rzadziej zaćma wrodzona i blizny rogówki. Uważa się, że wrodzone zakażenie CMV może powodować zez, małoocze czy brak gałki ocznej.
Nieleczona choroba prowadzi do całkowitej utraty wzroku, a w dalszej kolejności do zaniku gałek ocznych.